# Quattrovalli Pallavolo Alessandria
L'attività pallavolistica alessandrina iniziò negli anni sessanta con l'Alessandria VBC. Raccolse l'eredità delle celebri squadre pionieristiche di pallavolo della città piemontese per venire inglobata poi, nel 1994, dal Gruppo Sportivo Quattrovalli, altra realtà pallavolistica alessandrina.

## Storia

### Borsalino Pallavolo
Nel secondo dopoguerra, con la costituzione della FIPAV, la squadra maschile dell'E.N.A.L.-Borsalino (maglia verde) prese parte ai primi campionati nazionali sotto la guida dell'allenatore Franco Benzi, successivamente primo commissario tecnico della Nazionale femminile. La Borsalino sfiorò due volte lo scudetto, nel 1946 e nel 1947 (torneo al quale prese parte un'altra squadra alessandrina, la Saves, in maglia grigia e blu, che ebbe più fortuna con la squadra femminile negli anni cinquanta), quando concluse i campionati rispettivamente a due e tre punti di distacco dalla Robur Ravenna. La squadra raggiunse, nel 1950, il girone finale, vinto poi dalla Ferrovieri Parma; nel 1952, con la mancata iscrizione al campionato, si concluse la sua parabola. Negli stessi anni partecipò al campionato di Serie B nazionale la formazione aziendale della Paglieri (maglia oro-nera). Questi movimenti posero le basi per la nascita, nel 1960, dell'Alessandria Volley Ball Club, dai colori sociali grigio e blu; in quegli anni militò in Serie C anche la Luigi Scapolan, società dei Vigili del Fuoco, mentre l'ex giocatore Paolo Messina fondò il Volley Club '66, importante serbatoio di giovani pallavolisti per il VBC.

### L'Alessandria VBC
Il VBC, guidato ancora da Benzi e sponsorizzato dalla Paglieri, riapprodò in Serie A nel 1967. L'esperienza in massima categoria durò un solo anno, dato che la squadra concluse all'ultimo posto il campionato 1967-68. Negli anni settanta prese parte a diversi campionati di Serie A2 con sponsor Jacorossi, mentre le città massime rappresentanti del volley piemontese diventarono Torino e Asti, rispettivamente con il CUS e il Voluntas. Nel 1980 i grigioblù retrocessero dall'A2 e in pochi anni caddero in C.

### Belvedere Volley

#### Maschile
Negli anni novanta la squadra maschile venne rilevata in B2 dal costruttore Agostino
Pizzo, che la rinominò Belvedere Volley.
Dopo due campionati di metà classifica e un terzo posto, nella stagione 1993-1994, primeggiò nel girone e fu promossa in B1.
La prima stagione nella categoria, fu travagliata con l'alternarsi alla guida tecnica di Giampaolo Rossi e Jerzy Swierk, e un 11º posto. 
Nella stagione seguente fu ingaggiato dalla Plastipol Ovada, Enrico Dogliero, attuale allenatore della Mangini Novi, che allestì una squadra che aveva il dichiarato obiettivo di arrivare alla promozione in A2.
Dopo un buon girone d'andata, concluso al 4º posto, la squadra perse progressivamente posizioni
fino ad arrivare all'8º posto.
Partiti i giocatori migliori, tra cui Zanferrari e Rolando, nella stagione successiva (1996-1997) la squadra di Pizzo conobbe l'onta della retrocessione in serie B2, con 0 vittorie nel girone di ritorno.
Il tentativo di rinnovare la squadra, privandosi dei senatori Gombi, Mazzoni, Buziol e Angelino si rivelò fallimentare, nonostante l'ingresso di alcuni giovani promettenti come Menardo e la conferma di Greggio e Della Torre, e nella stagione 1997-1998, la squadra allenata da Roberto Fiore, poi dimessosi, finì all'ultimo posto senza mai vincere una partita e retrocedendo mestamente in serie C.

### Quattrovalli Pallavolo

#### Maschile
Nel 1998 la Belvedere, militante in Serie C, fu rilevata, così come la sezione femminile, da Lino Balostro, già presidente della Polisportiva Val Borbera di Vignole, e assunse il nome di Quattrovalli Alessandria Pallavolo; nel 2000 iniziò a collaborare con il Volley Alessandria di Ernesto Pilotti, grande pallavolista alessandrino. Il sodalizio, sponsorizzato dalla Copra (che aveva già legato il suo marchio alla Delta, squadra di pallacanestro femminile), dopo aver ottenuto una promozione in Serie B2 nel 2004, retrocesse nel 2007 in Serie C, categoria nella quale milita attualmente.

### La rinascita dell'Alessandria VBC
Nel 2009, per iniziativa ancora di Ernesto Pilotti, riprende vita il grigioblù dell'Alessandria VBC, sponsorizzato da Alegas S.r.l.
La società, partita dal zero, nel giro di pochi anni è riuscita a rinascere e formare un ottimo gruppo giovanile militante oggi nei campionati provinciali e regionali piemontesi. 
La squadra femminile ha partecipato nel 2011-12 al campionato di Serie D.
Nel 2011 rinasce anche la squadra maschile, assente ormai da troppi anni in una città come Alessandria, la quale partecipa anch'essa al campionato di Serie D.
Nella stagione successiva la serie D femminile riesce ad accedere ai playoff promozione per la serie C e nonostante li perda contro Valenza viene cmomunque ripescata per il campionato di serie C regionale 2013/2014.
Il settore maschile ottiene invece un 7º posto nel campionato 2012/2013 e per la stagione 2013/2014 sono stati inseriti numerosi elementi del settore giovanile, che ha ottenuto buoni risultati a livello provinciale e regionale nei campionati di categoria, nella prima squadra. Nella stagione 2014-2015 la formazione maschile ottiene la promozione in Serie C, mentre la femminile si è fusa con la Junior Volley Casale dando vita alla Junior Volley AVBC Alessandria militante in serie B2. Nelle stagione 2015-2016 entrambe le formazioni ottengono la salvezza nei rispettivi campionati.

### La fusione: Nascita dell'Alessandria Volley
Il 23 maggio 2016 viene annunciata la fusione delle tre realtà pallavolistiche alessandrine, PGS Vela-Alessandria VBC e Quattrovalli, dando vita ad un nuovo sodalizio, l'Alessandria Volley. La formazione manterrà tutto il settore giovanile e le squadre militanti nei campionati di serie D. Si sta cercando anche di confermare le categorie della serie B2 femminile e C maschile

## Giocatori celebri
Risalgono al periodo della Borsalino i primi giocatori alessandrini che vestirono la maglia della Nazionale: Cerruti e Colaluca furono convocati per le prime due gare degli azzurri (19 aprile 1947, a Parigi contro la Francia, e 16 luglio 1948, ad Alessandria contro gli Stati Uniti), mentre De Bernardi e Cattaneo (rispettivamente 48 e 13 presenze al termine della carriera) furono convocati per l'Europeo di Roma del 1948.
Tra i giocatori celebri che militarono nell'Alessandria in tempi più recenti si possono citare Pier Paolo Martino ed Ernesto Pilotti, che vestirono la maglia della Jacorossi alla fine degli anni settanta: il primo, padre di Matteo, disputò 64 partite in Nazionale tra il 1975 e il 1981, il secondo vinse una Coppa Campioni e tre scudetti con la Robedikappa Torino, giocando anche 61 gare con la Nazionale Italiana e 38 con la Nazionale Juniores. Con la maglia del VBC giocò infine anche lo statunitense John Kessel, celebre giocatore della squadra di Denver, poi allenatore di successo e oggi dirigente dell'USAV, ente che organizza le spedizioni olimpiche della Nazionale americana e promuove la pallavolo in Nord America.